# Oberoende staters samväldes herrlandslag i bandy
Oberoende staters samväldes bandylandslag representerade OSS i bandy på herrsidan. Laget var i princip ett namnbyte på Sovjetunionens herrlandslag i bandy till följd av Sovjetunionens upplösning i december 1991. OSS deltog aldrig i något världsmästerskap i bandy, utan enbart i några vänskapslandskamper i januari 1992 där Sovjetunionen från början hade varit inbokade och i Russian Government Cup 1992, varefter laget upplöstes. Sedan har flera av länderna inom OSS skapat egna landslag.
Vid världsmästerskapet 1993 var det Ryssland som övertog Sovjetunionens plats. Av de nationer som är del av OSS har följande nationer deltagit i Bandy-VM:
- Kazakstan
- Kirgizistan
- Ryssland
- Ukraina
- Vitryssland